# بعد الميلاد

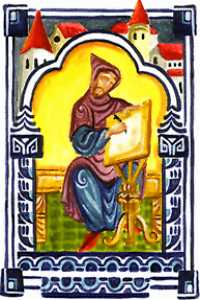
ديونيسيوس إكسيجوس اخترع أنو دوميني معرفة تاريخ عيد الفصح المسيحي.

بعد الميلاد ويطلق عليها باليونانية أنو دوميني (باللاتينية: Anno Domini) (في بعض الأحيان، تختصر ب AD أو  A.D، أي قبل المسيح، وتختصر BC أو B.C)، وهي التسميات المستخدمة للسنوات في التقويم اليولياني والميلادي وسنة البداية وهي سنة حمل أو ولادة المسيح، تشير AD إلى السنوات بعد بداية هذه الحقبة، وتدل  BC على السنوات قبل بداية هذه الفترة. لا يوجد سنة صفر في هذا التقويم، فعام 1 بعد الميلاد يأتي بعد 1 قبل الميلاد.
التقويم الغريغوري، ونظام ترقيم السنين المرتبط به، هو من أكثر أنظمة التقويم انتشارًا في العالم اليوم. كانت عقود التقويم المعيار العالمي غير الرسمي المعترف بها بواسطة المؤسسات الدولية مثل الأمم المتحدة والاتحاد البريدي العالمي. وإنما هو أيضًا أساس يرجع العلماء، وإن كان بعض الناس أكثر اعتمادا عليه عام / المسيحي عصر مع اختلاف التسميات، والاحتفاظ بنفس القيم الرقمية ولكن باستخدام تسمية "CE"" (العصر المسيحي) بدلا من "AD"، و"BCE" (قبل العصر المسيحي) بدلا من "BC".
مصطلح أنو دوميني Anno Domini هو باللغة اللاتينية في القرون الوسطى، وترجمته الحرفية في سنة الرب.  :782 وهو أحيانا يحدد أكثر مثل Anno Domini Nostri Iesu (Jesu) Christi(«في سنة ربنا يسوع المسيح»).
نسخت الإنجليزية الاستخدام اللاتيني عن طريق وضع اختصار قبل سنة لعدد ميلادي؛ منذ عام قبل الميلاد ليست مشتقة من اللاتينية ويوضع بعد عدد السنة (على سبيل المثال: 64 قبل الميلاد، ولكن ميلادي 2025 ومع ذلك، وضع عدد ميلادي بعد العام (كما في 2025 م") أصبحت شائعة أيضا. الاختصار هو أيضا على نطاق واسع بعد عدد من القرن أو الألف، كما في "م 4th القرن" أو "2nd الألفية الميلادية" (على الرغم من المحافظة استخدام هذه التعابير رفضت سابقا).
لأن  B.C هو اختصار الإنجليزية  Christ,، يستنتج بعض الناس خطأً أن A.D تعني After Death، أي بعد موت المسيح. إذا كان ذلك صحيحا، فإن الثلاث وثلاثين سنة أو نحو ذلك من حياته لن تكون في أي عصر. خطأ شائع آخر هو الإشارة إلى A.D ب Après Dieu ؛ الكلمة الفرنسية التي تعني بعد الرب. [بحاجة لمصدر]

## تاريخ
ابتكر نظام التقويم الميلادي ديونيسيوس إكسيجوس في عام 525، والذي استخدمه لحساب موعد مهرجان الفصح المسيحي، وللتعرف على عدة أعياد فصح في جدوله لعيد الفصح، لكنه لم يستخدمه لتأريخ أي حدث تاريخي. استبدل نظامه نظام عصر دقلديانوس الذي كان يستخدم قديما في جدول عيد الفصح لانه لم يكن يرغب في إستمرار ذكرى الطاغية الذي اضطهد المسيحيين. في السنة الأخيرة من الجدول القديم، 247 في تقويم دقلديانوس، تلاها مباشرة في السنة الأولى في جدوله، 532 بعد الميلاد. عندما وضع جدوله، كانت تحدد سنوات التقويم الجولياني حسب اسم القنصل الذي يشغل المنصب في تلك السنة—وهو نفسه ذكر أن العام "الحالي" هو "عام قنصلية بروبس جونيور"، والتي كانت سنة 525 "منذ تجسد الرب يسوع المسيح ". مما يعني ديونيسيوس وضح تجسد المسيح وقع منذ 525 عام، دون ذكر سنة محددة أثناء ولادته أو الحمل فيه.
«ومع ذلك، لا مكان له في شرح جدول ديونيسيوس لا ينسب إليه أي حقبة أخرى تعود إلى النظام، سواء كانت القنصلية، الأولمبياد، السنة في العالم، أو السنة عهد أوغسطس، ناهيك عن انه لا تفسير أو تبرير للتاريخ الكامن وراءه.»  :778
بلاكبيرن & هولفورد - Strevens لفترة وجيزة أن تقدم حججا ل2 قبل الميلاد، 1 قبل الميلاد، أو ميلادي (1)، وديونيسيوس السنة مخصصة ميلاد المسيح أو التجسد. بين مصادر الارتباك هي: :778–9
- حديثا التجسد هو المرادف لمفهوم حمل، ولكن بعض الكتاب القدماء، مثل بي دي، يعتبر التجسد مرادفا للولادة
- السنة المدنية، أو القنصلية بدأت في 1 يناير ولكن هذا سنة دقلديانوس بدأت في 29 أغسطس
- كان هناك عدم دقة في قائمة القناصل
- كانت هناك خلط بين سنوات عهود الأباطرة

### تاريخ الميلاد
وفقا لدوجيت، «على الرغم من أن العلماء يعتقدون بصفة عامة أن المسيح ولد قبل بضع سنوات من سنة 1 ميلادية، الأدلة التاريخية واضحة جدا للسماح بتاريخ حاسم». وفقا Matthew 2:1 وMatthew 2:16، كان الملك هيرودس الكبير على قيد الحياة عندما ولد المسيح، وأمر بمذبحة الأبرياء ردا على ولادته. حدد كتاب بلاكبيرن وهولفورد - ستريفينس وفاة الملك هيرودس بقبل فترة قصيرة من عيد الفصح اليهودي في 4 قبل الميلاد،  :770، وقالوا بأن أولئك الذين يقبلون قصة مذبحة الأبرياء ينسبوا أحيانا النجم الذي قاد المجوس الثلاثة مع الاقتران الكوكبي في 15 سبتمبر 7 قبل الميلاد أو مذنب هالي في 12 قبل الميلاد، وحتى من المؤرخين الذين لا يقبلون على مجزرة تقبل ولادة تحت هيرودس وفقا للتقاليد أقدم من الأناجيل المكتوبة. :776
ينص إنجيل القديس لوقا ان المسيح ولد خلال عهد أوغسطس الإمبراطور بينما كان كيرينيوس (أو كيرينيوس) حاكم سوريا (2:1-2). تشير بلاكبيرن وهولفورد - ستريفينس  :770 تشير Cyrenius / Quirinius 'الحاكم في سوريا بدأت في 6 ميلادي، وهو ما يتعارض مع المفهوم في 4 قبل الميلاد، ويقول ان«القديس لوقا يثير صعوبة أكبر... وكان أغلب النقاد لذلك تجاهل لوقا». بعض العلماء يعتمدون على John 8:57، «أنت لم يتم بعد خمسين سنة»، إلى مكان ولادة المسيح في c. 18 قبل الميلاد. :776

### الشهرة
استخدم المؤرخ الأنجلوسكسوني بي دي، الذي كان معتادا على العمل من ديونيسيوس، التقويم الميلادي في التاريخ الكنسي للشعب الإنجليزي، الذي انتهتي في 731. في هذا التاريخ نفسه أيضا استخدام آخر مصطلح اللاتينية، «ما كان عليه سابقا فيرو incarnationis dominicae تيمبوس» («الوقت قبل الرب للالتجسيد الحقيقي»)، أي ما يعادل الإنكليزية «قبل ميلاد المسيح»، لتحديد سنوات قبل السنة الأولى من هذا العصر، 
وهكذا يتم تحديد معيار لا تستخدم السنة الصفر،  على الرغم من انه استخدم الصفر في تقريره حساب عيد الفصح المسيحي. كلا ديونيسيوس واعتبر بيدا بعد الميلاد كما في بداية تجسد يسوع، ولكن «للتمييز بين التجسد والمهد لم تسحب حتى أواخر القرن 9th، وعندما تكون في بعض الأماكن في عهد التجسد تم تحديدها مع المسيح الحمل، أي في يوم عيد البشارة مارس 25 »(على غرار البشارة).  :881
في قارة أوروبا، عرض التقويم الميلادي في عهد اختيار النهضة الكارولنجية من ألكوين. إقراره من قبل الإمبراطور شارلمان وخلفائه تعميم استخدام تلك الحقبة، ونشرها في جميع أنحاء الإمبراطورية الكارولنجية في نهاية المطاف يكمن في جوهر النظام وانتشار. وفقا لموسوعة الكاثوليكية، البابا ليالي واصلت وثائق التاريخ وفقا لسنوات regnal لبعض الوقت، ولكن استخدام ميلادي تدريجيا أصبح أكثر شيوعا في البلدان الكاثوليكية من 11th إلى 14th قرون. الشرقية الأرثوذكسية بلدان فقط بدأت في اعتماد ميلادي بدلا من تقويم بيزنطي في 1700 عندما روسيا فعلت ذلك، مع الآخرين اعتماده في القرون 19th و20th.
حتى ولو التقويم الميلادي استخدم على نطاق واسع في القرن التاسع، لم ينتشر مصطلح قبل المسيح (أو ما يعادله) على نطاق واسع حتى أواخر القرن الخامس عشر.

### عصور أخرى
خلال القرون الستة الأولى المعروفة باسم العصر المسيحي، استخدمت البلدان الأوروبية أنظمة مختلفة لعدد سنوات. وشملت هذه النظم تقويم القنصلية التي يرجع تاريخها، الامبراطورية العام regnal يرجع تاريخها، والتي يرجع تاريخها الخلق.
على الرغم من أن الأخير غير القنصل الإمبراطوري، باسيليوس، وعين في سنة 541 قبل الإمبراطور جستنيان الأول، في وقت لاحق من خلال الأباطرة كونستانس الثاني (641-668) تم تعيين قناصل في أول يناير 1 بعد انضمامها. كل هذه الأباطرة، باستثناء جستنيان، وتستخدم ما بعد الامبراطورية سنوات القنصلية بالنسبة لجميع سنوات من حكمهم جنبا إلى جنب مع السنوات الملكي. طويلة غير المستخدمة، وهذه الممارسة لم تلغ رسميا حتى نوفيل الرابع والتسعون من مدونة قانون ليو السادس فعلت ذلك في 888.
حساب آخر تم وضعها من قبل Annianus الإسكندرية راهب ن في حوالي العام 400 ميلادي، ووضع البشارة في 25 آذار ميلادي 9 (جوليان) ثمان إلى عشر سنوات بعد التاريخ الذي كان ديونيسيوس ضمنا. على الرغم من أن هذا التجسد وكانت شعبية خلال القرون الأولى من الإمبراطورية البيزنطية، سنوات معدودة من ذلك، عصر التجسد، وكانت تستخدم فقط، وما زالت تستخدم فقط، في إثيوبيا، والمحاسبة لثمانية أو سبعة التباين بين السنة الميلادية والإثيوبية تقويم s. المؤرخون البيزنطية مثل مكسيموس المعترف، جورج Syncellus وTheophanes مؤرخة في سنوات عمرهم من Annianus 'الإبداع في العالم. هذه الحقبة، ودعا أنو موندي «، السنة في العالم» (اختصار صباحا)، من علماء الحديث، بدأت عامها الأول في 25 آذار 5492 قبل الميلاد. في وقت لاحق المؤرخون البيزنطية المستخدمة أنو موندي سنوات اعتبارا من 1 سبتمبر 5509 قبل الميلاد، في عصر البيزنطي. لا أحد أنو موندي الحقبة كانت مهيمنة في جميع أنحاء العالم المسيحي.
واصلت إسبانيا والبرتغال حتى الآن في عصر القياصرة أو العصر الأسباني، الذي بدأ العد من 38 قبل الميلاد، وكذلك إلى العصور الوسطى. في عام 1422، أصبحت البرتغال آخر بلد كاثوليكي يعتمد النظام الميلادي. 
في عصر الشهداء، الذي رقم السنوات من انضمام دقلديانوس عام 284، الذي أطلق الاضطهاد الماضي بعد أقسى من المسيحيين، وكان يستخدم من قبل كنيسة الإسكندرية، وما زال يستخدم رسميا من قبل الكنيسة القبطية. كما أنها تستخدم أيضا من قبل الكنيسة الإثيوبية. نظام آخر كان على موعد من صلب السيد المسيح، والذي في أقرب وقت هيبوليتوس وترتليان كان يعتقد أنها حدثت في القنصلية من برج الجوزاء (29 ميلادي)، الذي يظهر أحيانا في مخطوطة من القرون الوسطى.

## المرادفات

### Common Era
يشار إلى أنو دوميني أحيانا باسم Common Era، العصر المسيحي أو العصر الحالي عصر أو (تختصر C.E. أو CE). م غالبا ما يفضل من قبل أولئك الذين يرغبون في مدة لا تتصل بشكل واضح المفاهيم المسيحية من الزمن. على سبيل المثال، كننغهام وستار (1998) أن يكتب «ق / م... لا تفترض الإيمان بالمسيح، وبالتالي فهي أكثر مناسبة للحوار بين الأديان من قبل الميلاد التقليدية / ميلادي» عند تأسيسه، اعتمد على جمهورية الصين التقويم الغربي في عام 1912 وترجم مصطلح كان西元(lit. عصر غرب). في وقت لاحق، في عام 1949، كررت لجمهورية الصين الشعبية في الصين على استخدام التقويم الغريغوري، وقبلت gōngyuán مصطلح (公元، مضاءة. Common Era

## ترقيم السنوات
في التقاويم اليوليانية سنة 1 قبل الميلاد تليها 1 بعد الميلاد. لأسباب حسابية يستخدم الفلكيون مقياس وقت يكون فيه سنة 1 بعد الميلاد = سنة 1، سنة 1 قبل الميلاد = 0، سنة 2 قبل الميلاد = -1. لتحويل من سنة قبل الميلاد إلى ترقيم السنين الفلكي، تخفض القيمة المطلقة من السنة بمقدار 1، مع بدئها بعلامة السالب (ما لم تكن النتيجة صفر). على سبيل المثال سنوات ميلادية، حذفت ميلادي وبادئة الرقم مع علامة زائد (الجمع هو اختياري إذا كان هو واضح من السياق العام هو بعد السنة 0).

## وصلات خارجية
- تقويم محول